# Helena Hańczyn
Helena Hańczyn (ur. 23 kwietnia 1952) – polska lekkoatletka, która specjalizowała się w rzucie oszczepem.

## Kariera
Reprezentantka Polski w meczach międzypaństwowych.
Medalistka mistrzostw Polski seniorów ma w dorobku jeden srebrny medal (Bydgoszcz 1976).
Rekord życiowy: 58,42 (3 sierpnia 1975, Bydgoszcz).